# Malé Zlievce
Malé Zlievce este o comună slovacă, aflată în districtul Veľký Krtíš din regiunea Banská Bystrica. Localitatea se află la altitudinea de 187 m deasupra n.m., se întinde pe o suprafață de 9,05 km2 și în 2017 număra 289 de locuitori.

## Istoric
Localitatea Malé Zlievce este atestată documentar din 1244.

## Demografie
| An:                | 1994 | 2004   | 2014    | 2024   |
| ------------------ | ---- | ------ | ------- | ------ |
| Număr de persoane: | 236  | 252    | 279     | 285    |
| Diferență:         |      | +6,77% | +10,71% | +2,15% |

| An:                | 2023 | 2024   |
| ------------------ | ---- | ------ |
| Număr de persoane: | 274  | 285    |
| Diferență:         |      | +4,01% |